# Vigée-Lebrun (krater)
Vigée-Lebrun är en nedslagskrater med en diameter på 57 kilometer, på planeten Venus. Vigée-Lebrun har fått sitt namn efter den franska målaren Élisabeth Vigée Le Brun.